# Ptochophyle devia
Ptochophyle devia là một loài bướm đêm trong họ Geometridae.